# Al-Qurna
Al-Qurna o al-Qūrna (in arabo ﺍﻟﻘﺮﻧـة‎?, ossia "corno"), è un paese di 13 237 abitanti nel sud dell'Iraq, nel Governatorato di Bassora, a circa 74 km a NO di Bassora, situato nel punto in cui i fiumi Tigri ed Eufrate si congiungono per formare lo Shatt al-'Arab.
Nei suoi pressi si trova l'antica città di Charax Spasinu, anche nota come Alessandria o Antiochia in Susiana. Contraddittorie e probabilmente errate le voci che identificano Korna con l'antica città di Apamea, il cui sito esatto è tuttora sconosciuto, ma che comunque non doveva trovarsi molto lontano.
Precedentemente, al-Qurna attraeva numerosi turisti e pellegrini di religioni abramitiche, in quanto considerato il possibile sito in cui sarebbe sorto il mitico Giardino dell'Eden. Un albero che si erge presso la sponda del corso d'acqua viene conservato come albero della Vita (noto anche come "Albero di Adamo").